# Antônio Bento dos Santos
Antônio Bento dos Santos (nacido el 18 de diciembre de 1971) es un exfutbolista brasileño que se desempeñaba como delantero.
Jugó para clubes como el Portuguesa, Al-Hilal, Verdy Kawasaki, São Paulo, Kashiwa Reysol, Botafogo, Cruzeiro, Atlético Paranaense, Oita Trinita, Kawasaki Frontale y Avispa Fukuoka.

## Trayectoria

### Clubes
| Club                | País           | Año         |
| ------------------- | -------------- | ----------- |
| Portuguesa          | Brasil         | 1989 - 1991 |
| São José            | Brasil         | 1992        |
| Portuguesa          | Brasil         | 1993        |
| Al-Hilal            | Arabia Saudita | 1994        |
| Verdy Kawasaki      | Japón          | 1994        |
| São Paulo           | Brasil         | 1995        |
| Kashiwa Reysol      | Japón          | 1995        |
| Botafogo            | Brasil         | 1996 - 1997 |
| Cruzeiro            | Brasil         | 1998        |
| Kashiwa Reysol      | Japón          | 1998 - 1999 |
| Portuguesa          | Brasil         | 2000        |
| Atlético Paranaense | Brasil         | 2000        |
| Portuguesa          | Brasil         | 2001        |
| Oita Trinita        | Japón          | 2001        |
| Kawasaki Frontale   | Japón          | 2002        |
| Avispa Fukuoka      | Japón          | 2003 - 2004 |